# Daniel Strož
Daniel Strož (Plzeň, 4 agosto 1943) è un politico ceco membro del Parlamento Europeo nella VI Legislatura per il Partito Comunista di Boemia e Moravia, parte del Gruppo confederale della Sinistra unitaria europea/Sinistra verde nordica del Parlamento Europeo.

## Biografia
Ha lavorato come Membro per la Commissione Giuridica e come Membro Sostituto per la Commissione per la cultura e l'istruzione. 
È stato inoltre parte prima della Delegazione alla commissione parlamentare mista UE-Romania (15 Settembre 2004 - 31 Dicembre 2006) e poi della Delegazione alla commissione parlamentare mista UE-ex Repubblica iugoslava di Macedonia (15 Marzo 2007 - 13 Luglio 2009) .